# James White (aviatore)
James Butler White (Isola Manitoulin, 7 luglio 1893 – Ontario, 2 gennaio 1972) è stato un militare e aviatore canadese, asso dell'aviazione durante la grande guerra che prestò servizio nella RNAS, la componente aerea della Royal Navy,  e poi nella Royal Air Force conseguendo 12 vittorie in combattimento aereo, tutte pilotando un Sopwith Camel, tra il 24 gennaio e il 3 ottobre del 1918.

## Biografia
Nacque sull'isola Manitoulin (Ontario) il 7 luglio 1893, figlio di James B. White e di sua moglie Katharine M. Lyon. Studiò presso l'Highfield College di Hamilton, e poi presso il dipartimento di ingegneria civile della Canadian Pacific Railway nel Canada occidentale, e con la Standard Bank a Vancouver, Columbia britannica.
Arruolatosi nella Royal Navy il 10 settembre 1916, in piena guerra mondiale, fu nominato sottotenente della Royal Navy Volunteer Reserve (RNVR). Il 17 febbraio 1917 fu nominato sottotenente pilota in prova. Il 29 settembre è stato assegnato in servizio presso il No.8 Naval Squadron RNAS del  Royal Naval Air Service. Volando su un Sopwith Camel il 28 gennaio 1918 conseguì la sua prima vittoria aerea abbattendo un caccia Albatros DV presso Fresnes-Vitry, conseguendo la seconda il 3 febbraio a spese di un altro DV abbattuto presso Vitry. 
Quando il Royal Naval Air Service venne fuso con il Royal Flying Corps dando vita alla per Royal Air Force il suo squadrone venne rinominato No.208 Squadron RAF. Conseguì la sua terza vittoria l'8 maggio abbattendo un altro DV, la quarta il 28 luglio a spese di un Rumpler C, e la quinta il giorno successivo sempre a spese di un Rumpler C. Asso dell'aviazione il 31 luglio distrusse un Pfalz D.III, il 14 agosto un DFW C, il 6 settembre un Fokker D.VII, il 26 settembre un Pfalz D.XII, il 29 settembre un Fokker D.VII, e 3 ottobre conseguì una doppietta abbattendo due Fokker D.VII, uno vicino a Brancourt e uno vicino a Piedmont. Al conseguimento della sua ottava vittoria, nell'aprile 1918, era stato insignito della Distinguished Flying Cross.
Trasferito in posizione di riserva il 3 luglio 1919, rientrò in Canada entrando a far parte della Canada Permanent Mortgage Corporation. Nel maggio 1922 sposò Eleanor M. Gooderham di Toronto che gli diede 3 figli James Butler White Jr., Robert WG White e David B. White. Nel 1924 fondò una propria società di brokeraggio a Toronto, la J. B. White & Company. Tra il 1945 e il 1947 fu presidente della Toronto Stock Exchange.

### Fonti
1. 1 2 3 4  Shores, Franks, Guest 1996, p. 382.
2. 1 2 3 4 5 6 7  Canada Veterans Hall of Valour.
3. ↑  The Aerodrome.
4. ↑  Shores, Franks, Guest 1996, p. 383.
5. ↑  The London Gazette, Supplement 31046, 3 December 1918, pag.14327.